# Dark Water (film, 2005)
Pour les articles homonymes, voir Dark Water.
Pour plus de détails, voir Fiche technique et Distribution.
Dark Water ou Eau trouble au Québec est un film américain d'horreur dramatique réalisé par Walter Salles, sorti en 2005 et produit par Touchstone Pictures. C'est un remake du film Dark Water de Hideo Nakata sorti trois ans plus tôt.

## Synopsis
Dahlia Williams, à la suite d'un divorce, a dû se trouver un nouvel emploi et un nouvel appartement. Elle part battante dans ce nouveau tournant de sa vie et est décidée à bien s'occuper de sa petite fille, une fillette solitaire qui s'invente des amis imaginaires et qui refuse l'amitié des enfants de son âge. Malheureusement, le père ne l'entend pas de cette oreille et la garde de l'enfant se décidera dans les tribunaux. Dès qu'elle emménage dans son nouvel appartement, des bruits mystérieux se font entendre et des fuites persistantes d'eau sombre apparaissent dans sa chambre provenant de l'appartement vide au-dessus du sien. Dahlia sera hantée par des cauchemars et tentera de percer le mystère en enquêtant sur ces phénomènes. Ceci la mènera à une découverte troublante dans le réservoir d'eau au-dessus de l'immeuble.

## Fiche technique
Sauf indication contraire, les informations mentionnées dans cette section peuvent être confirmées par les bases de données cinématographiques IMDb et Allociné,  présentes dans la section « Liens externes ».
- Titre original et français : Dark Water
- Titre québécois : Eau trouble[2]
- Réalisation : Walter Salles
- Scénario : Rafael Yglesias, d'après la nouvelle L'eau flottante de Kôji Suzuki et le film Dark Water
- Musique : Angelo Badalamenti
- Direction artistique : Nicholas Lundy et Andrew M. Stearn
- Décors : Thérèse DePrez
- Costumes : Michael Wilkinson
- Photographie : Affonso Beato
- Son : Frank Gaeta, Glen Gauthier, Scott Millan, David Parker
- Montage : Daniel Rezende
- Production : Doug Davison, Roy Lee et Bill Mechanic
  - Direction de production : Jill Rachel Morris (Walt Disney Pictures) et Todd Y. Murata
  - Production déléguée : Olívia Guimarães et Ashley Kramer
  - Production associée : Kerry Foster
  - Coproduction : Diana Pokorny
- Sociétés de production : Vertigo Entertainment, Pandemonium Productions et Post No Bills Films, présenté par Touchstone Pictures
- Sociétés de distribution : Buena Vista Pictures (États-Unis) ; Buena Vista International (France, Suisse romande)
- Budget : 60 millions de $[3]
- Pays de production :  États-Unis
- Langue originale : anglais
- Format : couleur (Technicolor) — 35 mm — 2,39:1 (Panavision) — son DTS / Dolby Digital / SDDS
- Genre : épouvante-horreur, fantastique, thriller, drame
- Durée : 105 minutes ; 103 minutes (version non censurée)
- Dates de sortie[4] :
  - États-Unis, Québec : 8 juillet 2005[2]
  - France, Belgique, Suisse romande : 31 août 2005[5],[6]
- Classification :
  - États-Unis : accord parental recommandé, film déconseillé aux moins de 13 ans (PG-13 - Parents Strongly Cautioned)[N 1]
  - France : interdit aux moins de 12 ans[7],[N 2]
  - Belgique : tous publics (Alle Leeftijden)[6]
  - Suisse romande : interdit aux moins de 14 ans[8]
  - Québec : 13 ans et plus (13+ / 13 years and over)[2]

## Distribution
- Jennifer Connelly (VF : Véronique Desmadryl ; VQ : Marika Lhoumeau) : Dahlia Williams
- Ariel Gade (en) (VF : Claire Bouanich ; VQ : Rosemarie Houde) : Cecilia Williams
- John C. Reilly (VF : Jacques Bouanich ; VQ : Yves Soutière) : M. Murray
- Tim Roth (VF : Boris Rehlinger ; VQ : Luis de Cespedes) : Jeff Platzer
- Dougray Scott (VF : Guillaume Orsat ; VQ : Louis-Philippe Dandenault) : Kyle
- Pete Postlethwaite (VF : Georges Claisse ; VQ : Claude Préfontaine) : Veeck
- Jennifer Baxter (VF : Armelle Gallaud) : Mary
- Linda Emond : Edith Levine
- Camryn Manheim (VF : Marie-Laure Beneston ; VQ : Natalie Hamel-Roy) : Mme Finkle, l'institutrice
- Perla Haney-Jardine (VF : Lutèce Ragueneau) : Natasha / Dahlia jeune
- Alison Sealy-Smith (VF : Maïk Darah) : la directrice
- Diego Fuentes (VF : Emmanuel Karsen) : le concierge de nuit
- J. R. Horne : l'homme dans le tramway
- Elina Löwensohn : la mère de Dahlia

Source et légende : Version française (VF) sur RS Doublage et Voxofilm

## Production

### Choix du réalisateur
Les producteurs ont fait appel à Walter Salles car ils cherchaient « quelqu'un qui soit capable de comprendre les motivations psychologiques des personnages tout en ayant la maitrise d'un climat à part ».

### Tournage
Le film a été en grande partie tourné à Roosevelt Island, à New York. L’île, située en face de Manhattan, illustre la confrontation entre des populations déshérités et privilégiées.
Le film a aussi été tourné à Long Island (New York), Toronto (Canada) et aux Chandler Valley Center Studios.
Pour renforcer le caractère inquiétant de l’eau, centrale dans le film, un colorant utilisé dans certains sodas a été ajouté à cet élément.

## Accueil

### Accueil critique
Sur le site Rotten Tomatoes, le film a reçu des critiques assez équilibrées, avec une note moyenne de 5,54/10 et 47 % d'avis favorables basés sur 154 critiques. Plus sévère, le public lui décerne une note moyenne de 2,66/10. Sur le site Metacritic, Dark Water affiche un « avis mitigé » de 52%, basé sur 35 critiques presse. Les utilisateurs du site lui donnent une moyenne de 8,7/10. Sur le site Allociné, le film a reçu la note de 2,6/5 basée sur 23 titres de presse une moyenne de 2,2/5 par les spectateurs.
Parmi les critiques mitigées, Vincent Malausa, dans les Cahiers du cinéma, trouve que « le cinéaste s'empare non sans finesse de la relation mère/fille, mais échoue sur le terrain du fantastique ». Nettement plus critique, Grégory Alexandre, de Rolling Stone, voit dans le film « une relecture ricaine qui n'apporte rien de tangible à l'original japonais ».

### Box-office
- Box-office France : 363 075 entrées[3]

## Distinctions

### Nominations

#### 2005
- Teen Choice Awards : meilleur film d'été

#### 2006
- Fangoria Chainsaw Awards :
  - Meilleure actrice pour Jennifer Connelly
  - Meilleur acteur dans un second rôle pour John C. Reilly
  - Meilleur scénario pour Rafael Yglesias
  - Meilleure musique de film pour Angelo Badalamenti
- PromaxBDA Awards : meilleur film de divertissement à domicile pour Jonathan Flora

## Éditions en vidéo
- En France, le film Dark Water est sorti en DVD le 15 mars 2006[18]. Le film est également sorti en VOD le 1er janvier 2015[5].
- Au Québec, le film est sorti en DVD le 26 décembre 2005[19].

## Autour du film
- Il s'agit d'un remake américain du film homonyme japonais de Hideo Nakata, sorti en 2002, qui avait pour acteurs principaux : Hitomi Kuroki, Rio Kanno et Mirei Oguchi.
- L'affaire Elisa Lam est fortement médiatisée en 2013 à la suite de la diffusion au grand public d'une vidéo de surveillance où l'on peut voir la jeune étudiante dans un ascenseur se comportant de façon étrange, quelques heures avant son décès. Plusieurs semaines plus tard, elle sera finalement retrouvée dans un des réservoirs à eau sur le toit de l'hôtel où elle séjournait avant sa disparition, les clients s'étant plaint de la qualité de l'eau. Les conditions de cette découverte macabre ainsi que le thème de l'ascenseur rappellent le scénario du film original japonais Dark Water sorti onze ans plus tôt (et celui de son remake américain en 2005). Le mystère des derniers instants d'Elisa Lam a généré beaucoup de théories dans l'opinion publique, certaines incluant des hypothèses paranormales, parfois alimentées par les similitudes relevées avec les films[20],[21],[22].